# Frederick Schrecker
Fritz Schrecker, im englischen Exil Frederick Schrecker, geboren als Friedrich Schrecker, (* 10. Jänner 1892 in Wien, Österreich-Ungarn; † 13. Juli 1976 in London, Vereinigtes Königreich) war ein österreichischer Schauspieler.

## Leben und Wirken
Friedrich „Fritz“ Schrecker begann noch vor Ausbruch des Ersten Weltkriegs Theater zu spielen und trat an Bühnen in der österreich-ungarischen Provinz (unter anderem in Troppau) auf. Nach Kriegsende wirkte Schrecker an Wiener Bühnen und war sechs Jahre lang Ensemblemitglied der Neuen Wiener Bühne unter der Leitung Emil Geyers. Weitere Verpflichtungen führten ihn zu den Wiener Kammerspielen, dem Modernen Theater und dem Theater in der Josefstadt unter Max Reinhardts Leitung. Hier feierte Schrecker einen großen Erfolg als Schlesinger Effendi in dem Stück „Leinen aus Irland“.
Noch in den 1920er Jahren folgte Fritz Schrecker einem Ruf nach Berlin. In der deutschen Hauptstadt sah an ihn am Kleinen Theater, dem Trianon-Theater, dem Lessing-Theater, dem Theater am Nollendorfplatz und beim Kabarett der Komiker. Seine intensive Bühnentätigkeit erlaubte Schrecker bis dahin kaum Ausflüge vor die Kamera. 1926 erhielt er seine erste Filmhauptrolle mit dem Regimentsarzt in der Verfilmung von Roda-Rodas Der Feldherrnhügel. 1931 gab der Wiener unter dem Namen Franz Schrecker in der Filmsatire Die Koffer des Herrn O.F. seinen Einstand beim Tonfilm.
Infolge der Machtübernahme durch die Nationalsozialisten in Deutschland kehrte der Jude Fritz Schrecker zunächst nach Wien zurück und versuchte dort, seine Theatertätigkeit fortzusetzen. Angesichts der Annexion Österreichs im März 1938 sah sich Schrecker erneut zur Flucht genötigt. Er ging diesmal nach England, wo sich Schrecker, nunmehr seinen Vornamen in „Frederick“ anglisiert, 1939 in London mit der Landsfrau Marianne Walla an der Gründung eines österreichischen Exiltheaters namens „Das Laterndl“ beteiligte. Einer der dort 1942 gezeigten Schrecker-Revuen hieß No Orchids for Mr. Hitler und war eine Parodie auf die deutschen Nationalsozialisten. Während des Zweiten Weltkriegs nahm Frederick Schrecker überdies an antinazistischen Informationssendungen im deutschsprachigen Programm der BBC teil. Hier sprach er u. a. die Titelrolle des fiktiven „Führer“-hörigen Landsers Adolf Hirnschal in der satirischen Rundfunkserie Briefe des Gefreiten Hirnschal. Nach Kriegsende hielt sich Schrecker eine Zeitlang in dem soeben gegründeten Staat Israel auf.
Wieder zurück in London, fand Frederick Schrecker mit Beginn der 1950er Jahre Beschäftigung in zahllosen Fernsehproduktionen, in denen man ihn überwiegend deutsche Charaktere und andere Ausländer verkörpern ließ. Seine Auftritte in britischen Kinoproduktionen sind seltener und besaßen nur selten mehr als Chargenformat. Bis unmittelbar vor seinem Tod im Alter von 84 Jahren blieb Frederick Schrecker ein vertrautes Gesicht im britischen Serienfernsehen, eine durchgehende Rolle hatte er zuletzt 1975 in „The Siege of Golden Hill“.

## Filmografie
- 1926: Der Feldherrnhügel
- 1931: Die Koffer des Herrn O.F.
- 1950: Mord ohne Mörder (Murder Without Crime)
- 1953: Innocents in Paris
- 1953: Mörder unter weißer Maske (Counterspy)
- 1954: Das geteilte Herz (The Divided Heart)
- 1955: Breakaway
- 1955: Fledermaus 1955 (Oh, Rosalinda!)
- 1955: Geheimplan 701 (The Master Plan)
- 1956: The Traitor
- 1956–1957: The Trollenberg Terror (TV-Serie)
- 1958: Women in Love (Fernsehfilm)
- 1958: Handlanger des Teufels (Mark of the Phoenix)
- 1959: Beyond the Curtain
- 1960: Ein Toter spielt Klavier (Taste of Fear)
- 1967: Das Milliarden-Dollar-Gehirn (Billion Dollar Brain)
- 1968: Doctor Who (Fernsehserie, 1 Folge)
- 1970: Callan (Fernsehserie, 1 Folge)
- 1971: Deviation
- 1975: The Siege of Golden Hill (TV-Serie)